# ゴジラ×モスラ×メカゴジラ 東京SOS
『ゴジラ×モスラ×メカゴジラ 東京SOS』（ゴジラ モスラ メカゴジラ とうきょうエス オー エス）は、2003年12月13日に公開された日本映画で、「ゴジラシリーズ」の第27作である。カラー、シネマスコープ、ドルビーデジタル。略称は『GMMG』『東京SOS』。監督は手塚昌明、主演は金子昇。
興行収入は13億円で、観客動員数は110万人。
併映は『とっとこハム太郎 ハムハムハグランプリン オーロラ谷の奇跡 リボンちゃん危機一髪!』。

## 概要
ゴジラミレニアムシリーズの第5作である本作品は、前年に公開された『ゴジラ×メカゴジラ』の好評を受けて製作された、同作の1年後を舞台とした直接の続編である。ミレニアムシリーズで世界観が唯一繋がっており、前作に登場していた3式機龍（メカゴジラ）も引き続き登場する。また、本作品ではモスラが卵・幼虫・成虫でそれぞれ登場するが、これは配給側からの要請によるもので、メカゴジラとモスラは本作品で初共演となった。
前作で主人公を演じた釈由美子も少し登場するが、本作品では脇役に移行しており、金子昇が演じる3式機龍の整備士が主人公となっている。
前作以上に歴代の東宝映画が史実であるという設定が活かされており、前作でも語られたように1961年の映画『モスラ』と直結した世界観のもと、本作品では共通人物として小泉博が同じ中條信一役で出演している。
劇中では前作と異なり「メカゴジラ」という呼称は一切登場せず、一貫して「機龍」と呼称されている。また、メインタイトルでは「機龍」と最初に表示されてから「メカゴジラ」に変わっている。
主な舞台は、港区および千代田区。前作でミニチュアが制作された実在の建物は横浜・八景島シーパラダイスのアクアミュージアムのみであったが、本作品では東京タワーや国会議事堂が制作され、大規模な破壊が描写されているのも特徴である。そのほか、2003年4月に開業してまもない六本木ヒルズも登場している。東京タワーから境内を望める増上寺も『キングコングの逆襲』（1967年）に登場していたものの、1974年に再建された本堂が東宝特撮映画に登場するのは本作品が初である。

## ストーリー
ゴジラと3式機龍の死闘から1年が経過した2004年2月13日、米軍から高速飛翔体が日本に侵入するとの連絡を受け、航空自衛隊が出動するが、これを見失う。その1ヶ月後、雪が降る軽井沢にある別荘で、43年前にインファント島を調査し、モスラの日本襲撃の際に尽力した中條信一の元に小美人が現れる。彼女たちは死んだ生物に人間が手を加えてはならないとして、ゴジラの骨を海に返すよう訴え、その代わりにモスラが命を懸けてゴジラを食い止めることを約束する。しかし、その場に居合わせた信一の甥・義人にとって、それは受け入れられない要請だった。義人は機龍の整備士であり、機龍に対しては並々ならぬ愛着を抱いていたのである。
1年前にゴジラと戦い抜いた家城茜ら機龍隊員は研修のためアメリカへ渡ることとなり、義人の元同僚である如月梓らが新オペレーターに就任する。茜は機龍に対して複雑な思いを抱きつつ、修復を約束した義人に機龍を託す。
信一が旧友でもある五十嵐隼人首相に直接、小美人の件を進言したことから、事態は問題化することになる。政府にとって機龍はゴジラ対策の要であり、モスラは日本を襲撃した外敵に他ならないからだった。政府は機龍の代わりにはならないとしてこの請願を棄却し、先の対ゴジラ戦で大きく損傷した機龍の整備を急がせる。
ゴジラの脅威は再び日本に迫りつつあった。九十九里浜ではほかの巨大生物に襲われたと推測される巨大生物カメーバの死体が漂着し、グアム島沖ではアメリカの原子力潜水艦がゴジラに撃沈される。核物質を吸収したゴジラは護衛艦隊の攻撃を潜り抜けると自衛隊の兵器群を破壊する。政府と特生自衛隊は1年前に対ゴジラ戦で破壊し尽され、再開発途中の品川特別区でゴジラを迎撃することを決定する。
やがてゴジラが東京に上陸し、首都高速を破壊すると港区方面へと進んでいく。その進路上には機龍のいる八王子駐屯地がある。一方、信一の孫・瞬はモスラを呼び寄せるため、学校の校庭に机を持ち出してインファントの紋章を描く。ゴジラが品川埠頭の防衛ラインを突破したその時、どこからともなくモスラが飛来、ゴジラと激突する。
五十嵐は機龍の出動を待機させるも、モスラはゴジラの攻撃に傷ついていき、死を覚悟して鱗粉攻撃に出る。その姿を見た五十嵐はモスラ援護のため機龍の出撃を決定し、同時にこれを機龍最後の出撃とすることを決意する。そんな中、親モスラが曾孫島に遺していた卵から双子の幼虫が孵り、海をわたって東京に上陸する。ゴジラとの死闘の中、モスラが焼死し、機龍もゴジラとの近接戦闘で回路を破壊され制御不能に陥るが、体内に侵入した義人の修理により再起動を果たす。しかし作業中に受けたダメージでハッチが損傷し、義人は機龍のメンテナンスブースに閉じ込められてしまう。
双子の幼虫が口から吐く大量の繭糸でゴジラの動きを封じた。小美人が人間たちにゴジラの骨を海に沈める（=機龍を海に沈める）よう訴えたその時、機龍が内部の初代ゴジラの意思によって再び暴走を始め、ゴジラを抱えて日本海溝に向かって飛行し始めた。義人は機龍と運命を共にしようとするが、しらさぎで追尾してきた梓が損傷したハッチを吹き飛ばすと、機龍は義人を逃がすかのように脱出路を開く。機龍は義人にメンテナンスブースのモニターを介して別れのメッセージを表し、それを見た義人は機龍へ別れを告げ、義人は機龍から脱出する。そして、機龍はゴジラを抱えたまま海へ身を投げ、2頭のゴジラは静かに太平洋の深海へ沈み眠りに就いた。そして、小美人とモスラもインファント島へと帰っていく。
だが、エンドロール終了後、ゴジラを含む巨大生物の遺伝子カプセルが保存されている特自特殊生物研究本部の内部が映し出される。そこではゴジラを含む巨大生物のDNA貯蔵庫の扉が閉まり、その前を研究員と思わしき白衣姿の男性が通り過ぎる中、培養細胞による再生実験開始の時刻を知らせるアナウンスが流れていた。

## 登場キャラクター
ゴジラ

モスラ

3式機龍
前作の3式絶対零度砲（アブソリュート・ゼロ）が破損したため、右腕に4式対獣掘削装置（スパイラル・クロウ）と胸部に4式3連装ハイパーメーサー砲が新たに装備される。

カメーバ

小美人（ヒオ・マナ）

## 登場人物
中條 義人（）
本作品の主人公。特生自衛隊（特自）一曹。3式機龍整備班の一員。26歳。中條信一の甥で、信一の弟である信二の息子。
メカに思い入れが強く、人格をメカに見るタイプで、「機械の心が分かり、声を聞くことができる」と豪語するほど機体整備を生き甲斐とする熱血漢。元航空自衛隊の整備士で、空自時代はF-1支援戦闘機を始めとしてF-4やF-15の整備に携わり、取り分け初めて整備をしたF-1には相当な思い入れを持つ。休暇中に出会った小美人が機龍を破棄するように警告した際には機龍を守りたい一心で反対するが、機龍が戦いを望んでいないのかと思い始める。
機龍がゴジラとの戦闘中、機駆動系統の故障でコントロールできなくなった際、自ら戦地に赴き修理に当たったり、メンテナンスハッチの故障によって機龍から出られなくなるが、作戦に支障が出てはいけないと嘘の退避報告をするなど自衛隊員としての使命感も強い。
ゴジラとの決着に至って機龍が戦いを望まず静かに眠りたい本意を知り、機龍から脱出する際「SAYONARA YOSHITO」という別れのメッセージを受け取って機龍との別れを告げる。
- 演じる金子昇は、義人の人物像を内気で繊細、いろいろなことを内に秘めるタイプと評しており、言葉や表情にあまり出さない義人の機龍に対する想いをどのように表現するかが自身の課題であったと述べている。また、モスラに対しては義人として賛否どちらも持ちうるため、無理に感情移入はせず、機龍への想いを主軸とした。
- 脚本の横谷昌宏が書いたプロットでは機龍隊の訓練生である「相馬大介」という名前であった。
- 初期案では、義人のミスにより機龍がシステムダウンし修理が長引くという展開が予定されていたが、話がダレるとの判断からカットされた。
- 「SAYONARA YOSHITO」というメッセージは、決定稿のシナリオにはないシーンであった。金子は、義人は分身のように思っていた機龍とともに死にたかったと解釈しており、脱出時の切ない表情は機龍と別れ難い金子自身にとっても素の演技になったという。

如月 梓（）
特自・機龍隊、しらさぎ2号機のパイロット。階級は三尉。26歳。
4年前までは整備士で、航空自衛隊での義人の同僚だった。空を飛びたいという思いから機龍隊に志願し、茜たちの壮行会の日に第1機龍隊の一員に任命される。
義人に好意を寄せているらしいが、義人がそれに気付かないほど鈍感なことに少々不満な様子である。怪獣にも詳しく、漂着した怪獣の死骸がカメーバだと機龍隊の中で真っ先に認識している。
ゴジラとの戦いでは、義人の頼みを受けて機龍を操縦する秋葉をサポートし、その後は機龍から出られなくなった義人を救うために奮闘する。
- 準備稿では「葛城梓」という名前で、年齢も27歳であった。
- 横谷は、梓と義人の関係性については突き詰めると別の話になってしまい、尺の都合などもあったことから、さりげない描写に留めたとしている。演じる吉岡美穂は、義人との微妙な人間関係が物語に深みを与えていると感じたことを述懐している。
- 吉岡は、撮影では機龍隊が隊列を組んで歩くシーンで男性陣と歩幅を合わせることに苦労したと述べている。一方で、コックピットのセットはちょうどいい乗り心地で、男性には窮屈だったのではないかと語っている。

秋葉 恭介（）
特自・機龍隊、機龍正オペレーター。階級は三尉。26歳。
元空自のトップガン。世界でたった1機しかない機龍を自らの手で動かしたいという思いから第1機龍隊に志願し入隊する。
機龍の操縦技量は義人も十分と認めているが自信過剰な性格で、自分の操縦するメカには乱暴な扱いをしていることから、義人とは対立が絶えない不仲な関係である。しかし義人が父親の功の気持ちを知ってからは心配されるようになり、義人が機龍から脱出する際は梓と協力して命がけの救出を行う。
- 演じる虎牙光揮は、自身もボクシングを親に反対されていた経験が秋葉の境遇と重なる部分があったといい、セリフや動きの意味を変に考えず、ストレートにぶつける演技を行った。また、役作りのため自衛隊で訓練を受けたが、最低限のマナーや規律を学びつつも、型にはまらないようあえて職業の研究はしなかったと述べている。

富樫（）
特自二佐。機龍隊隊長。37歳。
引き続き機龍の現場指揮を執る。
- 前作に比べると出番と台詞が少ない。演じる高杉亘は、監督を信頼しているため、これが冨樫をドラマの中で活かした結果と考え悔いはないと述べている。手塚は、脚本を書く準備期間がもう少しあればもっと活かせる場面が作れたと述懐している。
- 衣装は前作のものを引き続き使用している。

神崎（）
特自・機龍整備班班長。47歳。
土橋が機龍の修復について質問した際に義人の主張を尊重しながら返答する。
秋葉ともめたことを不問としたり、信一と瞬の捜索に自身の愛車を貸し与えるなど、義人にとって良き上司である。
- 神崎という名の人物は横谷昌宏によるプロットの段階でも登場していたが、こちらは機龍隊訓練生の教官でロリシカ国のスパイという設定であった。

一柳（）
特自幕僚長。55歳。
前作に引き続き3式機龍司令室より直接指示を出す。ゴジラの再上陸が決定した際には、更地となったままの品川特別区で再戦すると強引に決断する。

土橋（）
防衛庁長官。前作に引き続き五十嵐の下で務める。
- 手塚は、前作ではセリフが少なかったと感じていたことから、本作品ではマスコミ対応の場面を設けるなど出番を増やした。

秋葉 功（）
防衛庁長官政務官。恭介の父親。
息子が機龍のオペレーターであることには内心反対しており、モスラが代わりに戦うことに関心を持ち、義人に休暇中の出来事を尋ねた。しかし結局出動を決定した機龍を見守る。
- 横谷は、義人の葛藤を描くためには機龍反対派を登場させる必要があると考え、秋葉の父との対話シーンを設けた。
- 最初の登場シーンでは、通常の撮影では行わないアニメのような露出を切った演出を行っており、手塚は、悪役の様な演出であったと述べている。手塚は、機龍で出撃する恭介を見送るシーンをもっと長く見せたかったが、尺をとってしまうため短くされた。

二階堂（）
特自・特殊作業班の責任者。42歳。
九十九里海岸に漂着したカメーバの死骸の検分と回収作業を担当する。カメーバについての知識も持ち、カメーバを知る梓に関心を示す。
- 準備稿では32歳であった。

菅野 吾郎（）
低温物理学の権威。アブソリュート・ゼロの修復は不可能と断言したが、機龍は動くと信じている。
- 前作で機龍を開発した4人の権威たちの中では唯一前作に引き続いての登場だが、出番はワンシーンのみである。

田所（）
特自・機龍整備班整備士。27歳。
義人の友人であり、機龍整備中に呆然としていた義人に気付き理由を尋ねる。

望月（）
特自・機龍整備班整備士。28歳。
田所と同様に義人の友人であり、義人が機龍を現地で応急修理した際には、通信を受けながら田所たちと共に全力でサポートする。
- 田所とともに3式機龍を修理するシーンは、台本にはなかったが、脚本・監督の手塚は映画『アポロ13』（1995年）のように、ひとりの人間が活躍する上には、多くの人間が支えているというのを描きたかったという。

中條 瞬（）
信一の孫で義人の従甥の小学生。10歳。
義人を「よしおじちゃん」と呼ぶ。祖父から43年前の出来事を聞き、ゴジラが現われた際、モスラを呼ぼうと当時と同じモスラの紋章を港区立田町小学校の校庭に多数の机を並べて形作り、モスラを呼び寄せた。後に信一と共に避難していた際に、2人でがれきの下敷きとなってしまうが、駆けつけた義人に救われて日比谷公園の指揮所に避難し、機龍の応急修理へ向かう義人を見送る。
- 小美人と会話する男子という設定は、『モスラ』の中條信二と同様である。手塚や横谷は、怪獣映画に登場する子供の有効性がわからず、当初は子供を登場させることに反対であったが、モスラのマークを描くシチュエーションを横谷が設けたことで登場に必然性を持たせるかたちとなった。中條信一にマークを描かせることも検討されたが、キャラクターにそぐわないため不採用となった。白線引きでマークを描く案も存在したが、一生懸命に並べる方が出来上がったときのインパクトが大きいとの考えから、机を並べるという描写になった。しかし、手塚は実際に上から撮ると少なく見えてしまったと述懐している。

関根 健二（）
特自一尉。28歳。フルネームは本作品で判明。
茜や葉山と同じく研修のため1年間アメリカに派遣される。台詞は一言のみ。

葉山 進（）
特自二尉。26歳。フルネームは本作品で判明。
茜や関根と同じく研修のため1年間アメリカに派遣される。現在は茜とのわだかまりは解消し、壮行会ではビールを勧めるなどさりげない気遣いも見せる。台詞は一言のみ。

家城 茜（）
前作の主人公。特自二尉。29歳。
1年前のゴジラとの戦いで機龍に直接乗り込み、引き分けた。研修のため葉山や関根と共に1年間アメリカに派遣される。
派遣前夜の壮行会後に機龍のドックで義人に会った際、彼と似た部分があると感じると同時に、「機龍を残して日本を離れるのは残念」「機龍はもう戦いたくないのかもしれない」と思いを語り、機龍の後見を託した。
- 手塚は、演じる釈由美子が前作の撮影時よりも優しい顔つきになっていて戸惑ったが、機龍が戦いたくないと語る茜には合っていたと述べている。

中條 信一（）
言語学者。義人の伯父であり瞬の祖父。74歳。
43年前のインファント島調査で小美人と出会い、悪徳興行師のネルソンによって誘拐され見世物にされてしまった小美人を救った過去がある。その後は、著作の収入により裕福な生活を送っていた。五十嵐とは個人的な友人でもある。
悩む義人にアドバイスしたり、モスラを呼ぶためにいなくなってしまった瞬を単身で探しに行き、がれきが自分たちに降り注いだ時にも我が身で瞬をかばおうとする、温厚で甥・孫思いな人物である。
- 準備稿では71歳であった。
- 劇中での初登場シーンでは読書中の本で顔が隠れているが、これは『モスラ』作中での「カメラ嫌いで、撮られそうになると本で顔を隠す」という設定のオマージュである。
- 演じる小泉博によれば、手塚は最初から小泉の出演を想定して脚本に取り入れたという。手塚は、中條が本作品と『モスラ』の世界観を繋げる大事な役であり、小泉が出演することで小美人の説明が省けるというメリットがあったと語っている。
- 小泉は、五十嵐との関係については大学の先輩後輩でスポーツなどの部活動を共にしていたと解釈している。横谷は、言語学者としてそれなりの地位を築いていれば友人であってもおかしくないであろうという考えであったことを述べている。
- 手塚によれば、信一が瞬を探すシーンで高齢の小泉を走らせることに批判があったが、あくまで演技であると述べている。小泉自身も、現場では長老のように労われていたと述懐している。また、瓦礫に埋もれるシーンの撮影でこの程度で良いのか心配であったといい、完成した映像では感じが出ていたので感心したと述べている。

五十嵐 隼人（）
内閣総理大臣で、機龍プロジェクトの総責任者。58歳。前作からの登場人物で、科学技術庁長官時代から機龍プロジェクト総責任者を務めていた。
信一の個人的な友人。信一が伝えた小美人の警告は真摯に受け止めながらも、ゴジラに対抗しうる手段が機龍しかない現状と、警告を伝えに来たモスラがかつて東京を破壊した怪獣であったことから放棄には態度を一旦保留するが、ゴジラの駆逐後は機龍を即刻破棄するつもりだった。
機龍に代わってゴジラと戦うモスラを見て、機龍の最後の出動を決定する。ゴジラと機龍が海底深く沈んだ後は「我々は自らの過ちに気付き、その過ちを認める勇気を得た。その勇気こそが勝利だろう」と語る。
- 手塚は、総理大臣とは本来格好いいものだと考えており、総理をしっかり描くことが災厄の大きさを見せることになると述べている。

## 登場兵器

### 架空
3式機龍

AC-3 しらさぎ

90式メーサー殺獣光線車

73式小型車

イージス護衛艦「あいづ」
艦番号DD-147。太平洋上にて、日本へと向かうゴジラをアスロック砲や換装速射砲などで迎撃する。
- プロップ（撮影用のミニチュア）は『ゴジラ・モスラ・キングギドラ 大怪獣総攻撃』に登場した防衛海軍巡洋艦「あいづ」のプロップを改装したものである。プール内には浮かべず、プールの外側からの撮影や合成素材として用いられた。
- コンテ台本では、甲板にメーサー殺獣光線車を乗せてゴジラを砲撃するという描写が存在し、撮影の準備も進んでいたが、カットされた。コンテを担当した西川伸司は、既存の造型物を用いた新しい画作りとして考案したが、実際の画としては構成が難しかったと述べている。また、前半の特撮シーンが増加していたため、カットしなければならないという都合もあった。

米軍原子力潜水艦
アメリカ海軍の原子力潜水艦。艦名は不明。グアム島沖でゴジラの襲撃を受けて撃沈される。
- プロップは『ゴジラ』でソ連原潜、『ゴジラvsキングギドラ』で「むさし2号」として使用されたもの。アップ用に1/25スケールの部分ミニチュアも新造された。

監視衛星
特生自衛隊が運用している光学偵察衛星。番号はE-03。小笠原諸島上空を飛ぶモスラの羽を撮影している。作中には撮影した画像のみが登場した。

### 実在
自衛隊
- 90式戦車[出典 37]
- 96式装輪装甲車[81]
- 89式装甲戦闘車[91][81]
- 87式偵察警戒車[92][81]
- 82式指揮通信車[出典 38]
- 73式大型トラック[81]
- 73式中型トラック[81]
- 73式小型トラック
- 1/4tトラック[81]
- 軽装甲機動車[出典 39]
- 高機動車[81]
- 偵察用オートバイ[81]
- 1 1/2t救急車
- 88式地対艦誘導弾（SSM-1）[出典 40]
- はたかぜ型護衛艦「はたかぜ」[81]
- はつゆき型護衛艦「さわゆき」[81]
- F-15J戦闘機[出典 41]
- F-1支援戦闘機（模型）[95]
- P-3C対潜哨戒機[81]
- AH-1S対戦車ヘリコプター[96][81]
- 89式5.56mm小銃
- 64式7.62mm小銃
- 敷設機雷

アメリカ軍
- M151 MUTT
- M16自動小銃

## キャスト
- 中條義人[出典 42]：金子昇
- 如月梓[出典 43]：吉岡美穂
- 秋葉恭介[出典 44]：虎牙光揮
- 富樫[出典 45]：高杉亘
- 神崎[出典 46]：益岡徹
- 一柳[出典 47]：中原丈雄
- 土橋[出典 48]：上田耕一
- 秋葉功[出典 49]：清水綋治
- 二階堂[出典 50]：升毅
- 菅野吾郎[出典 51]：六平直政
- 田所[出典 48]：本郷慎一郎
- 望月[出典 52]：佐藤亮太
- 中條瞬[出典 48]：大森樹
- 関根健二[出典 53]：水野純一
- 葉山進[出典 54]：友井雄亮
- 報道ヘリカメラマン[出典 55]（カメラマン[42]）：林田河童
- 自衛隊員[出典 55]：小池章之
- 護衛艦艦長[出典 56]（森本[4]）：宮脇敏基
- 護衛隊員[出典 56]（陸自護衛隊員[4]）：宮下敬夫
- 自衛隊員[出典 55]：冨留田恭由
- 記者A[出典 55]：小林太樹
- 堀井[出典 55]：青木淳
- 特自分析中隊通信士A[出典 57]（分析中隊本部通信士A[42]）：飯泉征貴
- 記者B[出典 55]：芦原あかね
- 濱田[出典 55]：三宅法仁
- 特自分析中隊通信士B[出典 55]（分析中隊通信士B[102]、分析中隊本部通信士B[42]）：都築あこ
- 記者C[出典 58]：田村円
- 武川[出典 55]：中江寿
- 特自分析中隊通信士C[出典 55]（分析中隊本部通信士C[42]）：松崎早人
- 哨戒機担当官[97][100]（P-3C対潜哨戒機レーダー担当官[4]、哨戒機・レーダー担当官[42]）：田島俊弥
- F15パイロットA[97]（F-15J戦闘機パイロットA[4]、パイロットA[42]）：高木博安
- 三式機龍司令室通信士A[97]（3式機龍指令室通信士A[4]、機龍指令室通信士A[42]）：江見啓志
- 護衛艦ソナー担当[出典 59]（護衛艦ソナー担当官[4]、ソナー担当官[42]）：滝藤賢一
- F15パイロットB[97]（F-15J戦闘機パイロットB[4]、パイロットB[42]）：飯島壮
- 三式機龍司令室通信士C[97]（3式機龍指令室通信士C[4]、機龍指令室通信士C[114][42]）：真家瑠美子
- アナウンサー[出典 60]（NWKアナウンサー[4]）：井出勝巳
- 米軍潜水艦艦長[97][42]（米軍原潜艦長[4]）：ジェフリー・ウォーターズ
- 米軍潜水艦ソナー担当官[97]（米軍原潜ソナー担当官[4]、米軍・潜水艦ソナー担当官A[42]）：ジャック・ウッドヤード
- 米軍潜水艦ソナー担当官[97][42]（米軍原潜ソナー担当官[4]）：スティーブ・ライヤン
- 米軍中央監視室職員[出典 55]（米軍・中央管理室職員A[42]）：ポール・カミンスキ
- 米軍中央監視室職員[出典 55]（米軍・中央管理室職員[42]）：デビット・ポールマン、
- 米軍中央監視室職員[出典 60]（米空軍太平洋航空団司令部職員[4]、米軍・中央管理室職員B[42]）：ノーマン・イングランド
- 小美人（マナ）[出典 61]：長澤まさみ
- 小美人（ヒオ）[出典 62]：大塚ちひろ
- コメンテーターA[出典 63]（コメンテイターA[42]）[注釈 4]：峰岸徹
- ニュース番組司会者[出典 64]：朝岡聡
- コメンテーターB[出典 63]（コメンテイターB[42]）[注釈 4]：飯星景子
- 中條瞬の母[出典 65]（瞬の母[42]）：渡辺典子
- 内局部員A[出典 63]（防衛庁内局部員A[121][4]）：山田辰夫
- 自衛隊員[出典 63][注釈 5]：新藤栄作
- 報道ヘリのリポーター[出典 66]（報道ヘリリポーター[123][42]）：彦麻呂
- 文部科学省の役人[出典 67]：並樹史朗
- 三式機龍司令室通信士B[97]（3式機龍指令室通信士B[4]、機龍指令室通信士B[42]、機龍隊司令室通信士[100]）：湯江健幸
- 報道リポーター[出典 60]（報道レポーター[4]、リポーター[42]、横須賀のリポーター[125]）：阿部祐二
- 報道リポーター[出典 60]（報道レポーター[4]、リポーター[42]、九十九里海岸のリポーター[126]）倉敷保雄
- 赤塚[出典 68]：内浦純一
- 内局部員B[97][42]（防衛庁内局部員B[128][4]）：江連健司
- チビスケ[出典 69][注釈 6]：服部沙智子
- 特自分析中隊通信担当官[97]（特自分析中隊担当官[42]、横山[130][4]）：坂田雅彦
- 特自幕僚副長[出典 71]：赤川蓮
- 整備士[97]（機龍隊整備士[4]）：遠藤公太朗、海老根正人、笹木明子、田中智広、横山毅
- 機龍隊員[出典 55]：福田大久
- 整備士[97]（機龍隊整備士[4]）：大坪武司、小野寺和光
- 機龍隊員[出典 72]：長友健太
- 整備士[97]（機龍隊整備士[4]）：加藤展義、平澤貴行
- 機龍隊員[出典 55]：古川康
- 整備士[97]（機龍隊整備士[4]）：松岡努、五十嵐寛晃
- 機龍隊員[出典 55]：本村聡
- 整備士[97]（機龍隊整備士[4]）：山川竜也、鈴木章久
- 機龍隊員[出典 55]：松山浩晃
- 整備士[97]（機龍隊整備士[4]）：六ッ崎武至、角誉志明
- 機龍隊員[出典 55]：佐藤善裕
- 整備士[97]（機龍隊整備士[4]）：大貝充、：島崎大輔
- 機龍隊員[出典 55]：鴛田祐次
- 整備士[97]（機龍隊整備士[4]）：矢研田龍也
- 整備士[97][133]（機龍隊整備士[4]）：川口広太
- 機龍隊員[出典 55]：小田篤
- 家城茜[出典 73]：釈由美子
- 中條信一[出典 74]：小泉博
- 五十嵐隼人[出典 75]：中尾彬

- 放映プロジェクト
- 稲川素子事務所
- 劇団青年座
- アーツビジョン
- 山本寿夫
- ゴジラサポーターのみなさん

スーツアクター
- ゴジラ[出典 76]：喜多川務
- メカゴジラ（機龍）[出典 77]：中川素州

### ノンクレジット
- 特自・特殊生物研究本部の研究員：手塚昌明[出典 78]
- 逃げる民衆：富山省吾[58]
- 旧・小美人：ザ・ピーナッツ[59][注釈 7]

## スタッフ
参照：
- 製作：富山省吾
- プロデューサー：山中和成
- 脚本：横谷昌宏、手塚昌明
- 音楽：大島ミチル
  - 演奏：新日本フィルハーモニー交響楽団
- 音楽プロデューサー：北原京子
- 音楽ミキサー：三浦克浩
- 音楽エディター：清水和法
- サウンドエフェクト・デザイン：佐々木英世
- スクリプター：鈴賀慶子、高橋美穂
- アソシエイトプロデューサー：鈴木律子
- 本編
  - 撮影：関口芳則
  - 美術：瀬下幸治
  - 録音：斉藤禎一
  - 照明：望月英樹
  - 編集：普嶋信一
  - キャスティング：斉藤謙司
  - 助監督：村上秀晃
  - 製作担当者：平山高志
  - 監督助手 - 廣田啓、岡元洋、安部雄三
  - 撮影助手 - 山内匡、山田康介、川口良介、水野滋人
  - タイミング - 村田豊
  - 録音助手 - 長島慎介、久野貴司、豊田真一
  - 照明助手 - 加藤桂史、三田村拓、深瀬武、建部孝一、鹿毛剛、佐藤宗史
  - 照明機材 - 二見弘行
  - 特機 - 木本秀一、田中宏樹
  - 美術助手 - 小林久之、樫山智恵子、山本裕
  - 装置 - 柳堀衷一
  - 組付 - 加島康雄
  - 装飾 - 秋田谷宣博、石田満美、北村陽一、山口麻美
  - 電飾 - 臺勝隆、河原正高
  - 衣裳 - 新井正人
  - 機龍隊衣裳デザイン - 酉澤安施
  - 小美人衣裳デザイン：安蒜保子
  - ヘアー・メイク - 水野恵美、南部美年
  - 編集助手 - 髙橋幸一、高塚麻子
  - ネガ編集 - 岡安和子、中葉由美子
  - 音効助手 - 西村洋一、加藤彩、小川広美
  - 編集助手 - 高橋幸一、渡辺顕一郎
  - 音響効果 - 斉藤昌利、柴崎憲治
  - サウンドエンジニア - 竹島直登
  - サウンドエンジニア助手 - 野村みき
  - アクションコーディネーター - 村上潤
  - 俳優担当 - 髙屋隆太
  - 劇用車スタント - 雨宮正信、高橋信一、中島啓介、仁部大介
  - 車輌 - 関口孝司、藤井新悦、吉見玄、東野光展、渡辺誠、草薙一男、岡村実
  - 製作主任 - 中尾和恵
  - 製作進行 - 菊島高広、松本信子
  - 放送機器コーディネーター - 細田達美、白岩新吾
  - 企画協力 - 山田政史、渡邊文野
  - 特生自衛隊監修 - 石山俊浩
  - 音響効果 - 伊藤進一、柴崎憲治
  - スチール - 工藤勝彦、西本敦夫
- 特殊技術
  - 特殊技術 - 浅田英一
  - 撮影 - 江口憲一
  - 特美 - 三池敏夫
  - 照明 - 斉藤薫
  - 造型 - 若狭新一
  - デザインワーク - 西川伸司
  - 特効 - 久米攻
  - 操演 - 鳴海聡
  - 助監督 - 加藤晃
  - 製作主任 - 原田耕治
  - 監督助手 - 日暮大幹、清水俊文
  - 撮影助手 - 金本栄二、早坂伸、赤池登志貴、望月省吾
  - 照明助手 - 伊藤保、朝井功、壱岐尾りつ子、小笠原篤志、松山寛裕、福地賢治
  - 特美助手 - 佐々木朋哉、大西英文、竹内俊介、杦山弘平、梶政幸、菅野友里、原島徳寿、神田諭
  - 装置 - 大野章、小笠原禎
  - 組付 - 大島聡
  - 造形助手 - 江久保暢宏、八木文彦、吉田茂正、藤原鶴声、三浦徳之、山岡英則、小此木謙一郎、若狭幸子
  - モスラ造形 - 本田憲拡、涌井裕子
  - メカゴジラ造形 - 小倉勇喜男、長田浩一、小倉裕一、津村整、山長和徳、牧勇人
  - カメーバ造形 - 伊藤成昭
  - 眼球 卵造形 - 三木康次、村上拓也、梶山哲志
  - 特効助手 - 中條勝美、持田正明、寺門勇、神野彰、稲垣秀男、大平悠二
  - 特機 - 岩田貞幸
  - 操演助手 - 船橋誠、辻川明宏、久保田勝己、金子ゆう、原山健作、松木陽平、小川誠
  - ウエスカムオペレーター - 酒井隆史
  - スクリプター - 青木順子
  - 製作進行 - 松野拓行
- 視覚効果
  - スーパーバイザー：泉谷修
  - プロダクション・スーパーバイザー：荒木史生、松岡勇二、道木伸隆、高山滋史
  - CGIプロデューサー：増尾隆之、野澤一弥
  - CGIディレクター：スズキケンスケ
  - プロダクション・マネージャー：斉藤大輔、関根有明
  - コンピュータグラフィックス：千葉英樹、高田智洋、廣田隼也、近藤望、堀河佳久、前田哲生、大畑智也、鈴木嘉大、鈴木良子、大西宗、栢原竜太、尾関昭宏、川戸麻紀、坪川拓史、阿部健一、鵜沢洋之、泉昌人、泉真吾、櫻井克彦、吉岡秀治
  - デジタル・エフェクト：根本輝久、諸星勲、渡部彩子、北野谷佳孝、足立麻沙子、菅原万理子、田口清隆、笹江正毅、山本剛史、照井一宏、菊地秀穂、戸井田将士、下城佐代
  - リードエフェクトアニメーター：増田英和
  - エフェクトアニメーション：吉澤一久、佐藤元、金井圭一、小柴浩、今井元、矢ヶ崎綾子、鴫原譲、西山明宏、松嵜泰三
  - マットアート：井出広法、東城直枝
  - メイン・タイトル：大槻彩乃
  - デジタルI・O：小渕晃央、増田悦史
  - オプチカルエフェクト：五十嵐敬二、佐々木篤志、吉村好雄、松浦正春
  - プロデュース：小川利弘
- 協力：防衛庁、本田技研工業、東京タワー、FUJI FILM
- 東宝映画作品
- 監督：手塚昌明
- 配給：東宝

## 挿入歌
「モスラの歌」
作詞：田中友幸、関沢新一、本多猪四郎 / 作曲：古関裕而 / 編曲：大島ミチル / 歌：長澤まさみ、大塚ちひろ

## 製作

### 企画経緯
前作『ゴジラ×メカゴジラ』（2002年）公開前に企画が立ち上げられた段階では、続編とする予定ではなく、モスラを登場させることのみが決定していた。前作に引き続き監督として依頼を受けた手塚昌明は、機龍を登場させてよいか確認し、続編として制作されることとなった。さらに、手塚は自身が愛好する『モスラ』（1961年）の世界観も組み込んだ。ミレニアムシリーズでは毎回世界観を変えてきたが、製作の富山省吾はそれを明確に掲げていたのは最初の3作品までとしつつ、前作と本作品は同じ映画の前後編という意識であったことを述べている。
手塚は、前2作品で女性を主人公とした作品を作っていたため、本作品では男性を主人公にする予定であったが、当初のプロットでは家城茜が主役に近いストーリーであった。だが、富山が同じ役者を主役とする作品を2年続けて作りたくなかったことと、釈が『スカイハイ 劇場版』（2003年）の主演を務めていてスケジュールが合わなかったことから、釈の出演日数を2 - 3日にし、主人公が『モスラ』に登場した中條信一の甥っ子である機龍の整備士となった。釈の登場を秘匿していたため、ポスターに釈の名前は載っていない。
プロデューサーの山中和成は、本作品を機龍2部作の完結編として位置づけたほか、機龍を再登場させることやモスラを登場させることを条件とした。当初のプロットは、三村渉、山田政史、横谷昌宏が参加したコンペ形式で行われたが、手塚の納得できるものがなかったため、茜の登場部分を減らしたプロットを手塚自身が執筆し、これが採用された。その後、『ゴジラ・モスラ・キングギドラ 大怪獣総攻撃』（2001年）を手掛けた横谷とともにシナリオを作っていった。富山によれば、手塚は新しい脚本家と組むことを望んでいたといい、脚本家の立場から世界観を緻密に構成できる人物として、SFのセンスとストーリーを深掘りすることができる横谷が適任であったという。また、手塚が脚本を手掛けたことにより、前作から引き続く世界観をしっかり描き出し、手塚自身の怪獣映画に対する愛情を活かしてくれたと評している。

### テーマ、ストーリー
富山は、本作品を新世紀のゴジラシリーズのゴールと位置づけており、生誕50周年を前に完結させることで次作以降に新たなゴジラを始めるという意図であった。造形プロデューサーの若狭新一によれば、スタッフ全体が本作品でゴジラシリーズが終了するという雰囲気であったといい、次作品の制作は本作品の制作終了直後に伝えられたという。書籍『ゴジラ大辞典』では、ゴジラとともに初代ゴジラの記憶を取り戻した機龍が海に沈むラストは、ゴジラ映画として一つの完結を描いたものと評している。
リアルなSF考証を行っていた前作に対し、モスラはファンタジックな存在のため、横谷は両者を違和感なく合わせることが課題であったと語っている。手塚は、前作でも扱っていた「命」をテーマとしてストーリーを構成し、本作品でその結論を描いている。
ストーリー上では、モスラの双子の幼虫など、『モスラ対ゴジラ』（1964年）のオマージュも散見される。手塚は、旧来のファンに懐かしさを与えるとともに、子供たちには自身が幼少期に『モスラ対ゴジラ』で味わった驚きと興奮を感じてもらいたいという思いであったと語っている。
人間ドラマでは、前作のように主人公1人の内面を描くのではなく、群像劇的な描写となっており、手塚は人は1人で戦っているのではなく周りの人の暖かさがあることを本作品のテーマであるとしている。前作でも整備士の描写が予定されていたが、カットされていた。

### 配役
主演の金子昇は、スーパー戦隊シリーズ『百獣戦隊ガオレンジャー』（2001年）で主演を務め人気を博していた俳優であり、東宝と東映で特撮作品の主演を務めることとなった。金子は、2001年公開の『劇場版 百獣戦隊ガオレンジャー 火の山、吼える』でも主演しているが、これは上映時間が短いため、長編映画としては本作品が初である。金子の起用は手塚からの提案によるもので、人気がありこれから伸びる魅力がある俳優として、富山は即決したという。バイクでの走行シーンなども金子自身が演じた。
ヒロインの吉岡美穂は、意外性のある人物として起用された。テレビドラマ『逮捕しちゃうぞ』（2002年）で吉岡と共演経験のあった金子は、吉岡が想像よりも素敵な役作りを行っていたことに感心したといい、自身も気合が入ったと語っている。
秋葉恭介役の虎牙光揮は、富山からの推薦で起用された。手塚は、当初怖い印象を抱いていたが、笑顔の写真が良かったため虎牙に決めたと述べている。
中條信一役の小泉博は、『モスラ』と同役での出演であり、手塚からの希望により起用された。手塚は、小泉が東宝のDVD特典映像に出演していたことを知り、断られる覚悟で依頼したという。小泉は、40年経って同じ役を演じることは自身のキャリアでも珍しいものであったといい、「不思議な出演」であったと述べている。また、小美人とのシーンでは、旧作と同様のやりにくさを感じたが、昔からのスタッフがちゃんと伝統を教えていることが感じられて嬉しかったことを語っている。
中條瞬役は、オーディションで別の子役に決まりかかっていたが、その後やってきた大森樹は今までオーディションに受かったことがないと語り、手塚は起用を決めたという。手塚は、大森を見て男の子らしさを感じた旨も語っている。
小美人を演じる大塚ちひろと長澤まさみは、どちらも第5回東宝シンデレラオーディション出身である。
神崎役の益岡徹は、田中美里と共演した舞台『かもめ』を手塚が観ていたことから起用された。二階堂役の升毅も手塚は好きな俳優に挙げており、どこかに出てもらえたらという考えであったことを語っている。秋葉功役の清水紘治は、以前にスーパー戦隊シリーズで悪役をやっていたことから、手塚は悪役っぽさもありながら息子思いという役柄にふさわしいと考えた旨を述べている。
望月役の佐藤亮太は佐藤蛾次郎、田所役の本郷慎一郎は本郷功次郎の実子であり、息子つながりであることからキャスティングされた。
チビスケ役の服部沙智子は、金子と同じ事務所であったことから起用された。
前作から続投の中尾彬・上田耕一・中原丈雄らは、スタッフから「スリーアミーゴス」とも称されていた。
脚本・監督の手塚昌明のカメオ出演は、これまでの作品と同様にエンドクレジット後のシーンである。また、プロデューサーの富山省吾も避難民としてカメオ出演している。
エキストラには漫画家の矢吹健太朗も参加している。

### 撮影
前作に引き続いて自衛隊による全面協力のもと、金子も役作りのため、航空自衛隊に体験入隊している。金子は、C-1輸送機の整備作業に参加し、そこで整備士として必要な敬礼の作法や工具の使用法を学んだうえ、「どうして整備士になったのか？」という経験談を通じ、外面だけでなく内面も整備士らしく演じられたという。
本編撮影は、2003年6月19日から8月14日にかけて行われた。
前作同様、戦車の走行シーンは陸上自衛隊富士学校の敷地内で撮影された。看板や自動販売機などを持ち込んで街中を再現しており、ガードレールも東京都シンボルマークが入った本物を用いている。電話ボックスは、前作で本物を用いたところ重量で苦労したため、本作品ではベニヤで折りたたみ式のものを制作している。山林が映り込んでしまう場所では、自衛隊車両を並べて背景を隠している。
義人と梓が会話するグラウンドも富士学校のグラウンドを用いており、訓練中の隊員として本物の自衛隊員が撮影に参加している。日比谷公園のシーンには同校のパレード場を用いており、門柱や塀などは本物に似せた造形物を制作しており、テントの一部は自衛隊のものを使用している。
前作での本編セットは残っていなかったため、司令室などはすべて作り直している。機龍のメンテナンスブースやしらさぎのコクピットのほか、護衛艦、F-15、P3C、米原潜などの内部もセットを制作している。
中條の別荘は、仙川町にあるモデルハウスを用いて撮影された。居間の暖炉も同所に備えつけられていたものだが、実際に使用することはできなかったため、火は照明で、煙は合成でそれぞれ表現している。金子は、この撮影の時に披露とプレッシャーから帯状疱疹を発症していた。
中條の自宅は、下北沢のハウススタジオ綿谷邸を用いている。映画やテレビドラマなどで多用されている場所のため、外に植木を設置したり、室内では象徴的な窓を本棚で隠すなどしている。
ハワイの米軍基地は、生田の川崎市上下水道局長沢浄水場を用いており、手塚の提案によりヤシの木を立ててハワイの雰囲気を出している。カロリン諸島のジャングルは、よこはま動物園ズーラシアの熱帯雨林エリアで撮影された。
前作で破壊され復興中という設定の品川の描写には、当時開発工事中であった横浜高速鉄道みなとみらい線新高島駅周辺の空撮が用いられた。
崩壊する東京タワーの瓦礫が落ちてくるシーンは、東宝スタジオ第7ステージ前で撮影され、クレーンを用いて瓦礫を降らせている。中條と瞬に瓦礫が降りかかるシーンは、大プール脇で撮影された。義人が瓦礫の中を車で走行するシーンは、兜町で道路使用許可を取り撮影している。東京タワーの展望台で監視を行う自衛隊員のシーンは、実際に東京タワー展望台内で撮影された。
虎ノ門駅の入口部分は、前作に引き続き撮影に使用しているソニー厚木テクノロジーセンターの守衛所を、駅構内は北総鉄道矢切駅をそれぞれ用いて撮影している。
義人がバイクで走行する通路は、港北パーキングエリア下のトンネルを用いており、通風口や階段はセットを用いている。
モスラマークを描く小学校は、横浜市立子安小学校で撮影しており、俯瞰のシーンは隣接する高層マンションの最上階から撮影している。
首相官邸の執務室は、横浜港流通センターの会議室で撮影している。防衛庁前は、実際の通用門で撮影しており、秋葉の父と義人が会う部屋には東京ビッグサイトの小会議室が用いられた。
機龍から脱出した義人の空中でのシーンはブルーバックで撮影され、金子は床から伸びた金属棒に設置された脇から膝ぐらいまでのギプスのみで体を支えていた。シーンとしては数秒であったが、撮影は1日がかりで行われており、金子は体を支え続けるのに苦労した旨を語っている。脱出した義人と秋葉が乗るボートのシーンは、伊豆の海上で撮影された。
7月27日には、六本木ヒルズでのエキストラロケが行われた。
P-3Cの飛行カットは『ゴジラvsデストロイア』（1995年）、海上自衛隊艦隊の発砲カットは『ゴジラvsビオランテ』（1989年）、品川開発区上空を飛行するヘリのパイロットは『ゴジラ2000 ミレニアム』（1999年）の東海村シーンの反転、ゴジラを品川埠頭で攻撃する90式戦車の乗員は『×メカゴジラ』の館山戦のカットが流用されている。

### 特撮
特殊技術は、浅田英一が初担当。富山は、浅田について中野昭慶と同じく造形の迫力を出すことができると評しており、近年のゴジラ映画に欲しかった要素であったと述べている。浅田は、自身が初めて助監督を務めた『ゴジラ対メガロ』（1973年）では特撮監督はいたものの技術スタッフは共通していたため一貫した流れでスムーズに撮影が進んでおり、ミレニアムシリーズでも前々作ぐらいからなるべくディレクターは1人であるという意識になっていたといい、本作品では手塚の考えを画にすることに重きを置いていたと語っている。特撮班助監督の加藤晃も、本作品では手塚と綿密に打ち合わせていたことがいい結果になったと述べている。
本作品では、モスラの外見では合成が難しいため、極力合成を用いずに造形物の撮影で表現している。また、デイシーンは空気感などを表現することが難しいため、ナイトシーンが中心となった。撮影を担当した江口憲一は、合成を行う撮影では全部決められた動きをしなければならないが、撮り切りでは予測できない面白さがあったと述懐している。
機龍ドックのセットや、しらさぎやメーサー殺獣光線車のミニチュアなど、特撮美術では前作から流用しているものも多い。特撮美術の三池敏夫は、企画時点で前作からの流用を意図していたといい、予算的には助かったと述べている。主人公が整備士となったことから、ドックのセットでは整備士の人形が多数配置されている。
特撮撮影は、2003年6月9日から8月18日にかけて行われた。
特撮パートでは、東京タワーと国会議事堂の破壊シーンが大きな見せ場として用意された。東京タワーは『モスラ』を、国会議事堂は1954年の映画『ゴジラ』を、それぞれ踏襲した選定である。ゴジラが東京タワーを破壊したのは本作品が初であり、富山によると「日本を代表する建物の国会議事堂と東京タワーがゴジラのゴールとして壊すのにふさわしい」として選ばれた。脚本の横谷も、怪獣映画といえば東京を舞台にビルを壊すことだという想いがあり、前作では目立ったランドマークもなかったことから、実在の建物を壊したかったと述べている。ミニチュアは通常の1/25スケールではなく、東京タワーが1/70、国会議事堂が1/40で作られた。そのうち、東京タワーについては、かつて三池が関わった映画『ガメラ 大怪獣空中決戦』で使用された図面が流用されている。江口は、極端にスケールを変えることで引きの画で効果的に見せたと述べている。国会議事堂のセットは『ゴジラvsモスラ』のものを参考にしているほか、特殊技術の浅田は国会議事堂にロケハンに行ったという。操演の鳴海聡は、無理な発注をしたミニチュアであるため今後同じものは作れないだろうといい、歴史に残るシーンになったと感じたことを述懐している。東京タワーのモデルは鉄骨製であるが、爆破時は展望台部分をバルサ製のものに差し替えている。タワーの爆破シーンは、撮影場所やアングルを変えて4回に渡り撮影された。倒れる際のアオリカットは、屋外にてクレーンで吊って撮影された。倒れ方には事前に複数の方法が検討され、最終的に爆破時にピアノ線を切って自由落下させる方法となった。視覚効果プロデュースの小川利弘によれば、東京タワーをCGで制作できないかという打診もあったといい、骨組みを壊すだけならできたが、完成作品のような迫力は出せなかっただろうと述べている。
以前のようなスタジオ全体にミニチュアセットを作り込む手法は取りづらくなっていることから、本作品ではミニチュアを段階的にスケールダウンさせることで縦方向に広がりを出し、ワンカットごとに奥行きをつける表現を行っている。これにより、当時の特撮では少なくなっていた引きの画を見せることができたが、浅田はパンすることはできず、ワンカットごとにセッティングを変えなけなければならない大変さもあったと述懐している。一方、レールによる横移動での撮影も多用することで、シネスコ画面を効果的に用いている。
モスラとF-15のドッグファイトシーンでは、スピード感を出すため、雲の表現を従来用いられていた綿やドライアイスではなく、CGで描写している。『超全集』では、F-15、雲、ミサイルのすべてをフルCGで描写したと紹介しているが、江口は実際にはミニチュアも用いており、ごちゃまぜに繋がっているのでわからなくなっていると証言している。『3式機龍コンプリーション』では、F-15Jのミニチュアを用いた撮影風景のスチールが掲載されている。
ゴジラが原潜を襲撃するシーンでは、セットでスモークを焚いて撮影している。リアルな深海をイメージしてスモークは1メートル先も見えない濃さとしたが、横からのライトの光が棒状に映って光源がバレてしまうため、上から光を当てている。
沿岸に展開したメーサー車部隊のシーンは、『ゴジラ』（1984年版）での埠頭に展開した自衛隊のシーンをオマージュしている。浅田は、同作品に助監督として参加していた。
品川のセットは、前作での戦闘から復興中という設定のため、建設中のビルやクレーンのミニチュアが多く作られた。
雪のシーンでは、ファンタジックさを表現するために紫の照明を当てている。

### 音楽
音楽は、前作に引き続き大島ミチルが担当。『ゴジラ×メガギラス』では効果音に音楽が負けてしまったとの反省から、前作ではロシアのオーケストラによる収録を行ったが、収録後にバランス調整が行いにくいという問題点があった。本作品では、前作よりも繊細な音楽が求められたため、日本国内で音楽録音が行われた。演奏は新日本フィルハーモニー交響楽団が務めた。編成は前作よりも弦が少ないが、大島は日本のスタジオではこれが限界の人数であったと述べている。
前作では、冒頭のシーンでの音楽が雨音でマスキングされてよく聴こえなかったため、大島は手塚に冒頭で雨を降らせないように頼んだという。
本作品では、キャラクターが増えたため、モスラ（成虫、幼虫）と小美人は同じメロディとしている。この主題には、古関裕而による『モスラ』でのメロディを取り込んでいる。「モスラの歌」のアレンジでは、民族的なイメージからケーナを使用している。
ゴジラとメカゴジラのテーマは、どちらも前作から流用しているが、ゴジラは単独での出番が少なかったため、楽曲の使用時間も短いものとなった。大島は、本作品ではメカゴジラが主役という認識であったといい、クライマックスでもテーマを用いるなど思い入れが強かったという。エンドロールは、ゴジラの1つの区切りとしてレクイエムとしている。

## 番組タイアップ
- 公開と同時期に放送していた『超星神グランセイザー』（2003年）にも小泉博が中條役で特別出演した[出典 97]。また、同作品の第8話では本作品の撮影のために大プールに張られた水を活用しているほか[173]、本作品のメカゴジラドックがユウヒの格納庫のセットに流用された[174]。同シリーズの玩具展開を行っていたコナミは、前作に引き続き本作品でも玩具展開を行った[156]。
- テレビ東京の子供向けバラエティ番組『おはスタ』では、本作品とのコラボ企画として卵から誕生したモスラの幼虫をインファント島へ帰し、成長の様子を見守るというコーナーが設けられた[156]。同コーナーでは、中條義人や小美人も登場した[156]。

## 映像ソフト
- レンタルソフトは、VHSとDVDが2004年7月9日にリリースされた[156]。同日よりゴジラシリーズ13作品のDVDレンタルも解禁された[156]。
- DVDは2枚組スペシャル・エディションとして2004年7月30日に発売[175]。オーディオコメンタリーは、手塚昌明、金子昇、吉岡美穂によるものと、手塚、浅田英一によるものの2種類を収録している[175]。
  - メイキングDVD『ゴジラ×モスラ×メカゴジラ 東京SOS プレミアム映像集』が2003年12月1日に発売された[176]。
  - 2005年4月22日発売のゴジラ生誕50周年・DVD30枚組ボックス「GODZILLA FINAL BOX」には、前述のスペシャル・エディションのDisc 1のみが収納されている[177]。
  - 2014年5月14日には「ゴジラ60周年記念版」として期間限定の廉価版が発売[178]。
  - 2016年6月15日に東宝DVD名作セレクションにて発売[179][156]。
- Blu-ray Discは2014年7月16日に発売[180][156]。

## その他
- テレビ放送は、2004年11月30日にテレビ東京系列で行われた[156]。本編ノーカットだが、ラストシーンはDNA貯蔵庫の扉の文字に寄ってフェードアウトするというかたちに変更されていた[156]。本編の前後では、次作『ゴジラ FINAL WARS』でヒロインを演じる菊川怜がナビゲーターを務めた[156]。